# Richard Moore (voile)
Pour les articles homonymes, voir Richard Moore et Moore.
Richard Moore est un skipper américain né le 11 août 1910 et mort le 16 novembre 2005. 

## Carrière
Richard Moore est sacré champion olympique de voile en classe 8 m aux Jeux olympiques d'été de 1932 de Los Angeles à bord de l'Angelita.